# Annals of Physics
Annals of Physics es una revista científica revisada por pares que cubre todos los aspectos de la física. Fue fundada en 1957 y es publicada por Elsevier. Su redactor jefe es Brian Greene, de la Universidad de Columbia.

## Indexación
La revista se encuentra indexada en los siguientes servicios:
- Sistema de Datos Astrofísicos
- Chemical Abstracts
- Current Contents/Physics
- Current Contents/Chemistry & Earth Science
- International Aerospace Abstracts
- Mathematical Reviews
- Nuclear Science Abstracts
- Science Abstracts/Physics Abstracts
- Science Citation Index
- Scopus
- Zentralblatt MATH

De acuerdo a los Journal Citation Reports, en 2017 la revista tuvo un factor de impacto de 2.367.